# Ștefan Daniel Pirpiliu
Ștefan Daniel Pirpiliu (n. 21 martie 1977) este un politician român, deputat în Parlamentul României în mandatul 2008-2012 din partea PDL București.

## Legături externe
- Ștefan Daniel Pirpiliu - Sinteza activității parlamentare în legislatura 2008-2012 Arhivat în 6 aprilie 2023, la Wayback Machine., cdep.ro